# Černvír
Černvír je obec v okrese Brno-venkov v Jihomoravském kraji. Rozkládá se v Hornosvratecké vrchovině, v přírodním parku Svratecká hornatina, přibližně 12 kilometrů severozápadně od Tišnova. Žije zde 150 obyvatel.
Černvír vděčí za své jméno víru na „černé řece“ Švarcavě (Schwarzau = Svratka).

## Historie

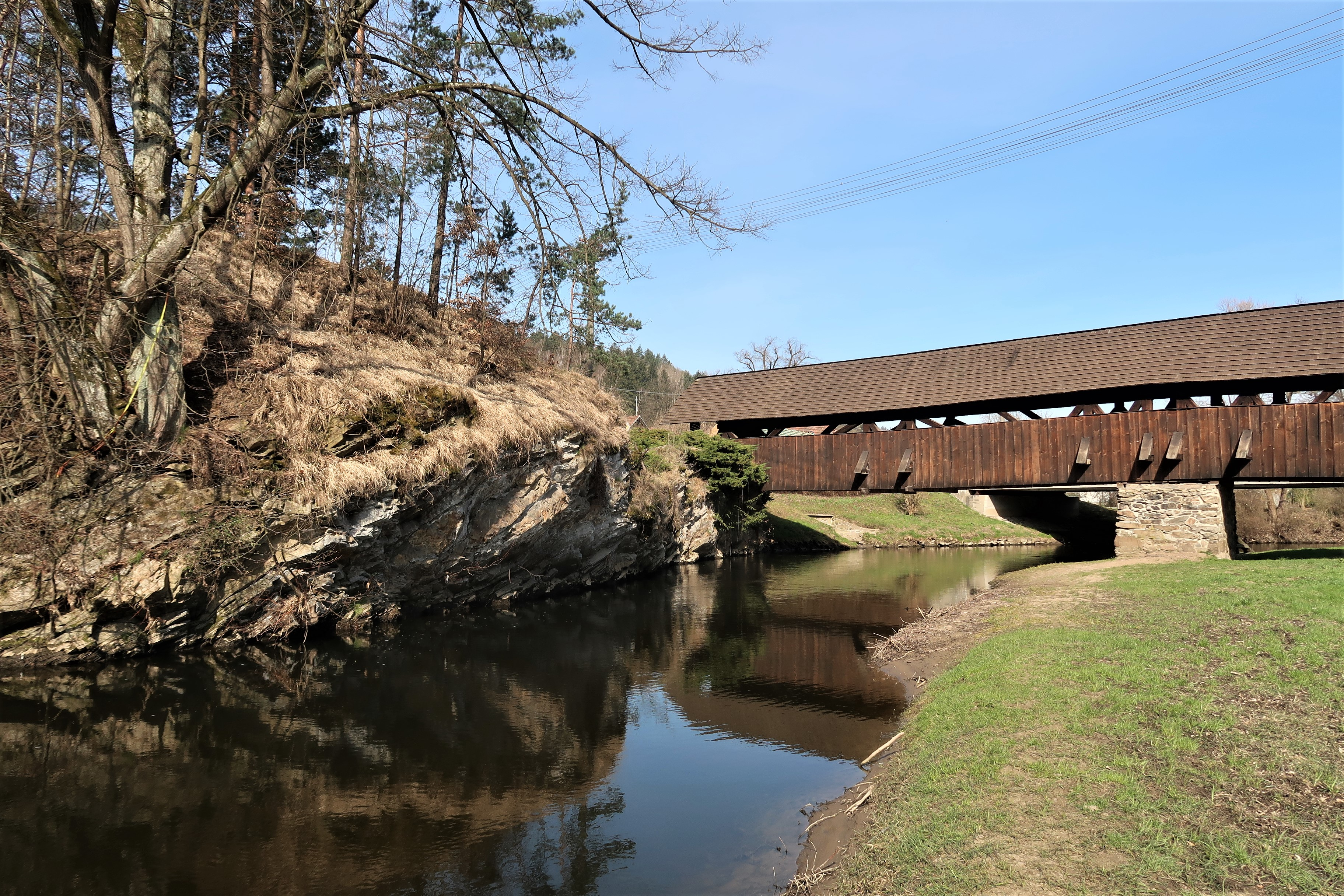
Dřevěný most přes Svratku

První písemná zpráva pochází z roku 1285, kdy je jako svědek v listině kláštera v Doubravníku uveden Milek z Černvíru. Roku 1309 je v listině tišnovského kláštera zmiňován Vítek z Černvíru. Další zmínka o obci je až z roku 1364, kdy byl Černvír rozdělen mezi několik zemanů. Jménem jsou známi Filip z Černvíru, Petr z Černvíru a jeho bratr Artleb z Klečan. Roku 1409 pak Vilém I. z Pernštejna získal část obce od vdovy Markéty z Černvíru. Později získal Vilém i zbytek Černvíru.
Do 80. let 19. století patřil k Černvíru Křeptov.
K 1. lednu 2005 byla obec Černvír společně s dalšími 23 obcemi převedena z okresu Žďár nad Sázavou (Kraj Vysočina) do okresu Brno-venkov (Jihomoravský kraj).

## Obyvatelstvo
| Rok            | 1869 | 1880 | 1890 | 1900 | 1910 | 1921 | 1930 | 1950 | 1961 | 1970 | 1980 | 1991 | 2001 | 2011 | 2021 |
| -------------- | ---- | ---- | ---- | ---- | ---- | ---- | ---- | ---- | ---- | ---- | ---- | ---- | ---- | ---- | ---- |
| Počet obyvatel | 145  | 123  | 122  | 116  | 169  | 160  | 204  | 187  | 211  | 213  | 166  | 172  | 157  | 167  | 146  |
| Počet domů     | 19   | 20   | 19   | 20   | 21   | 24   | 36   | 43   | 47   | 49   | 47   | 51   | 54   | 54   | 55   |

Vývoj počtu obyvatel

## Pamětihodnosti
- Zaniklý hrad v Černvíru
- Kostel Nanebevzetí Panny Marie
- Dřevěný most z roku 1718

## Osobnosti
- Eduard Valdhans (1928–2017), malíř, učitel kreslení (vyzdobil sgrafity kulturní dům)

## Zajímavosti
- V obci se natáčel seriál Četnické humoresky.